# Gearhart

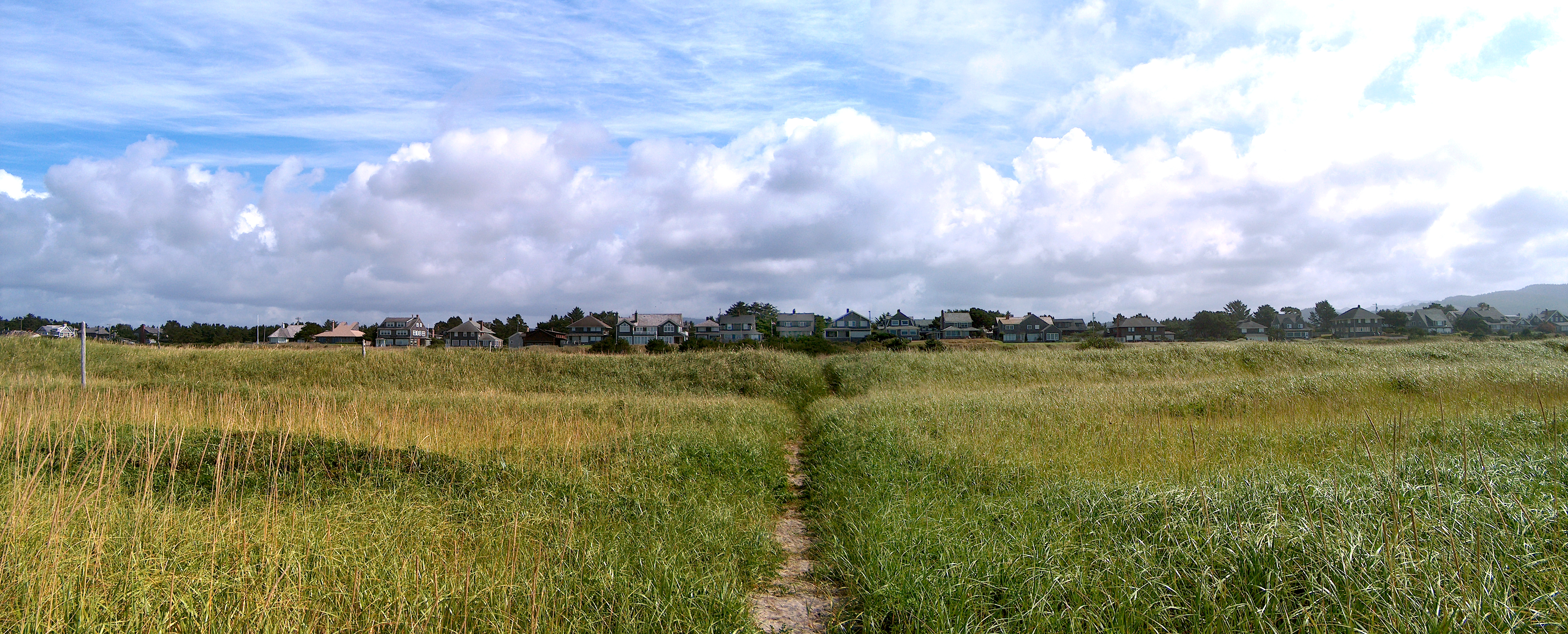
Házak a Grin Ridge-en

Gearhart az Amerikai Egyesült Államok északnyugati részén, Oregon állam Clatsop megyéjében helyezkedik el. A 2010. évi népszámláláskor 1462 lakosa volt. A város területe 4,95 km², melyből 0,03 km² vízi.

## Történet
A város névadója Philip Gearhart, aki 1848-ban érkezett meg a Clackamas megyebeli Oregon Citybe a Missouri állambeli Independence városából. A Clatsop-síkságon bérelt magának egy fakunyhót. Ebben az időben számos farmer kezdett gazdálkodni a síkság északi területein; az első Solomon Smith volt. 1851-ben 1000 dollárért cserébe Gearhart tulajdonába kerültek a síkság déli területei. A 240 hektáros terület lett a későbbi Donation Land Claim Act alapja, mely alapján minden házas, fehér férfi alanyi jogon jogosult 240 hektárnyi földterületre az Államok területén. A vonatkozó szabadalmat 1974-ben jegyezték be.
Gearhart később még két alkalommal növelte a tulajdonában lévő területeket: egyszer 1859-ben, amikor Obadiah C. Motley-től vásárolt egy 217 hektáros területet; majd 1863-ban, egy Jefferson J. Louktól vásárolt 231 hektáros vásárlással. Ezen területek összességén, a Necanucum folyó torkolata mentén terül el a mai Gearhart városa. Gearhart saját családjának a közelben, egy Mill Creek-i malom mellett épített házat; a terület a folyótorkolattól északkeletre helyezkedik el.
1889-ben kiépült a vasút Astoria és Seaside között. A vonal nemcsak az astoriaiak, hanem az Astoria kikötőjéből kihajózó portlandiek körében is népszerű lett. Gearhart hamar népszerű lett a túrázók és piknikezők körében. Az első telepesek a Ridge-ösvényen keresztül, azon a területen át jöttek be, mely egykor Philip Gearhart tulajdona volt.

## Éghajlat
A város közvetlen a part mellett, sík területen fekszik. A városnak egyáltalán nincsenek magasabban fekvő területei, így érzékeny a cunamikra.
| Hónap                         | Jan.  | Feb.  | Már. | Ápr. | Máj. | Jún. | Júl. | Aug. | Szep. | Okt. | Nov.  | Dec.  | Év    |
| ----------------------------- | ----- | ----- | ---- | ---- | ---- | ---- | ---- | ---- | ----- | ---- | ----- | ----- | ----- |
| Rekord max. hőmérséklet (°C)  | 22,8  | 31,7  | 25,6 | 31,7 | 36,7 | 36,7 | 40,6 | 40,0 | 36,1  | 33,3 | 26,1  | 20,6  | 40,6  |
| Átlagos max. hőmérséklet (°C) | 10,0  | 11,1  | 11,7 | 12,8 | 15,0 | 16,1 | 17,8 | 18,3 | 18,3  | 15,6 | 11,7  | 9,4   | 14,0  |
| Átlaghőmérséklet (°C)         | 7,0   | 7,2   | 7,8  | 8,9  | 11,1 | 13,1 | 14,5 | 15,0 | 13,9  | 13,3 | 8,4   | 6,1   | 10,5  |
| Átlagos min. hőmérséklet (°C) | 3,9   | 3,3   | 3,9  | 5,0  | 7,2  | 10,0 | 11,1 | 11,7 | 9,4   | 7,2  | 5,0   | 2,8   | 6,7   |
| Rekord min. hőmérséklet (°C)  | −11,7 | −12,8 | −6,1 | −5,0 | −3,3 | 2,2  | 1,7  | 3,3  | −0,6  | −4,4 | −10,0 | −15,0 | −15,0 |
| Átl. csapadékmennyiség (mm)   | 277   | 224   | 224  | 150  | 104  | 79   | 36   | 36   | 61    | 165  | 300   | 269   | 1925  |
| Forrás: The Weather Channel   |       |       |      |      |      |      |      |      |       |      |       |       |       |

## Népesség

### 2010
A 2010-es népszámláláskor a városnak 1462 lakója, 649 háztartása és 429 családja volt. A népsűrűség 297,1 fő/km². A lakóegységek száma 1450, sűrűségük 294,7 db/km². A lakosok 94,7%-a fehér, 0,3%-a afroamerikai, 0,4%-a indián, 0,8%-a ázsiai, 0,2%-a a Csendes-óceáni szigetekről származik, 1,7%-a egyéb-, 2% pedig kettő vagy több etnikumú. A spanyol vagy latino származásúak aránya 4% (3,1% mexikói, 0,3% Puerto Ricó-i, 0,1% kubai, 0,5% pedig egyéb spanyol/latino származású).
A háztartások 22,3%-ában élt 18 évnél fiatalabb. 54,2% házas, 8,3% egyedülálló nő, 3,5% pedig egyedülálló férfi; 33,9% pedig nem család. 26,2% egyedül élt; 10,7%-uk 65 éves vagy idősebb. Egy háztartásban átlagosan 2,25 személy élt; a családok átlagmérete 2,69 fő.
A medián életkor 49 év volt. A város lakóinak 17,4%-a 18 évesnél fiatalabb, 6,2% 18 és 24 év közötti, 20,3%-uk 25 és 44 év közötti, 37,8%-uk 45 és 64 év közötti, 18,4%-uk pedig 65 éves vagy idősebb. A lakosok 48,9%-a férfi, 51,1%-uk pedig nő.

### 2000
A 2000-es népszámláláskor a városnak 995 lakója, 450 háztartása és 282 családja volt. A népsűrűség 309,8 fő/km². A lakóegységek száma 1055, sűrűségük 328,5 db/km². A lakosok 98,39%-a fehér, 0,3%-a afroamerikai, 0,3%-a indián, 1,01%-a pedig egyéb etnikumú. A spanyol vagy latino származásúak aránya 0,5% (0,2% mexikói, 0,3% pedig egyéb spanyol/latino származású).
A háztartások 22,7%-ában élt 18 évnél fiatalabb. 52,9% házas, 6,4% egyedülálló nő; 37,3% pedig nem család. 32,4% egyedül élt; 12,2%-uk 65 éves vagy idősebb. Egy háztartásban átlagosan 2,21 személy élt; a családok átlagmérete 2,76 fő.
A város lakóinak 19,9%-a 18 évnél fiatalabb, 4,5%-a 18 és 24 év közötti, 21,3%-a 25 és 44 év közötti, 35,6%-a 45 és 64 év közötti, 18,7%-a pedig 65 éves vagy idősebb. A medián életkor 47 év volt. Minden 100 nőre 95,9 férfi jut; a 18 évnél idősebb nőknél ez az arány 93,4.
A háztartások medián bevétele 43 047 amerikai dollár, ez az érték családoknál $49 583. A férfiak medián keresete $32 500, míg a nőké $23 636. A város egy főre jutó bevétele (PCI) $25 224. A családok 4,7%-a, a teljes népesség 6,4%-a élt létminimum alatt; a 18 év alattiaknál ez a szám 4,8%, a 65 évnél idősebbeknél pedig 6,8%.

## Fordítás
Ez a szócikk részben vagy egészben  a   Gearhart, Oregon című angol Wikipédia-szócikk ezen változatának fordításán alapul.  Az eredeti cikk szerkesztőit annak laptörténete sorolja fel. Ez a jelzés csupán a megfogalmazás eredetét és a szerzői jogokat jelzi, nem szolgál a cikkben szereplő információk forrásmegjelöléseként.